# Chédigny
Chédigny ist eine Gemeinde im französischen Département Indre-et-Loire in der Region Centre-Val de Loire. Sie gehört zum Kanton Loches und zum gleichnamigen Arrondissement. Sie grenzt im Nordwesten an Reignac-sur-Indre und Cigogné, im Norden an Sublaines, im Osten an Saint-Quentin-sur-Indrois, im Süden an Chambourg-sur-Indre und im Westen an Azay-sur-Indre.

## Bevölkerungsentwicklung
| Jahr      | 1962 | 1968 | 1975 | 1982 | 1990 | 1999 | 2008 | 2015 |
| --------- | ---- | ---- | ---- | ---- | ---- | ---- | ---- | ---- |
| Einwohner | 465  | 431  | 394  | 420  | 445  | 435  | 530  | 567  |

## Sehenswürdigkeiten

Historisches Windrad
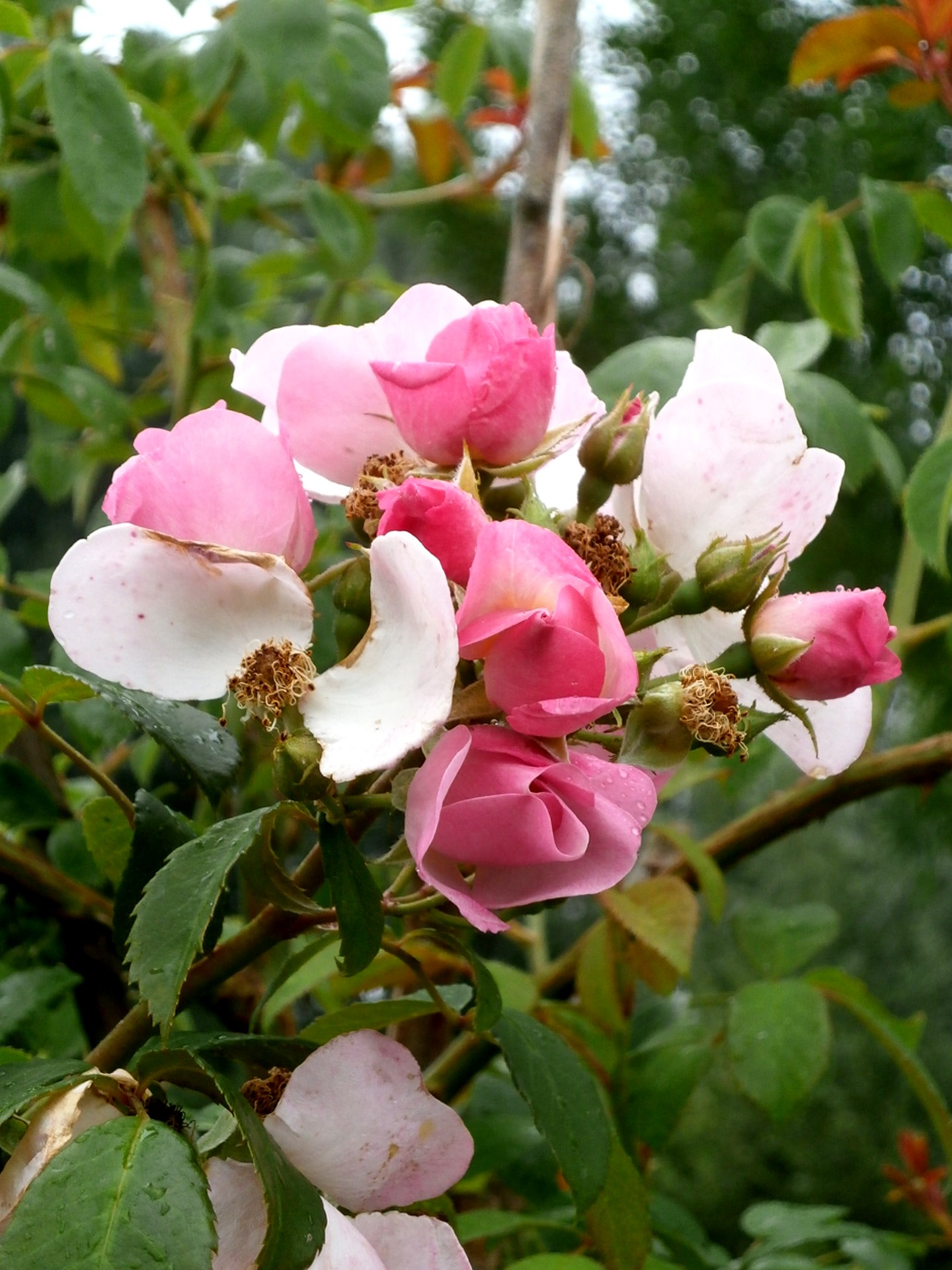
Die Rosen Jeanne de Chédigny
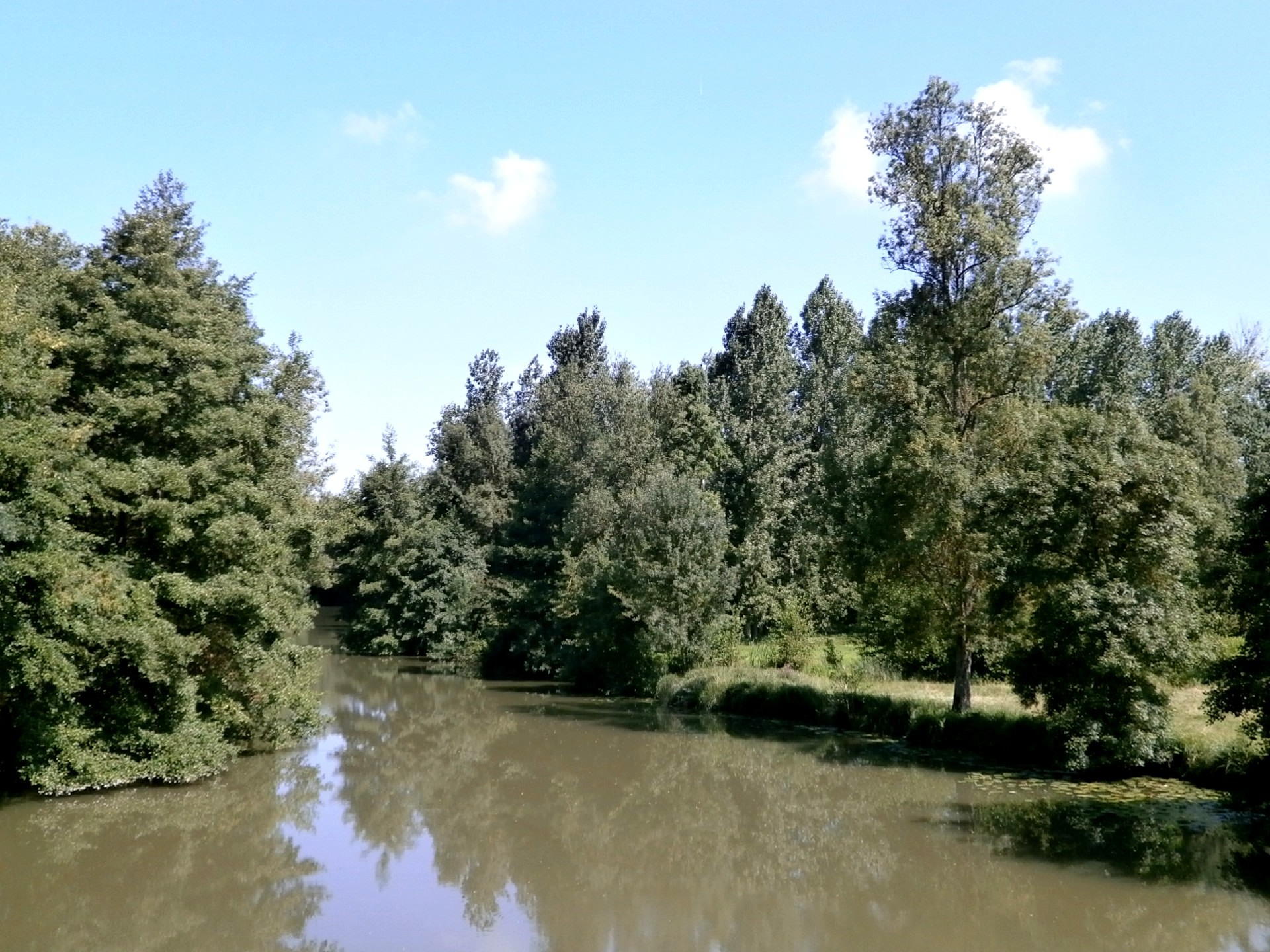
Der Indrois bei Chédigny
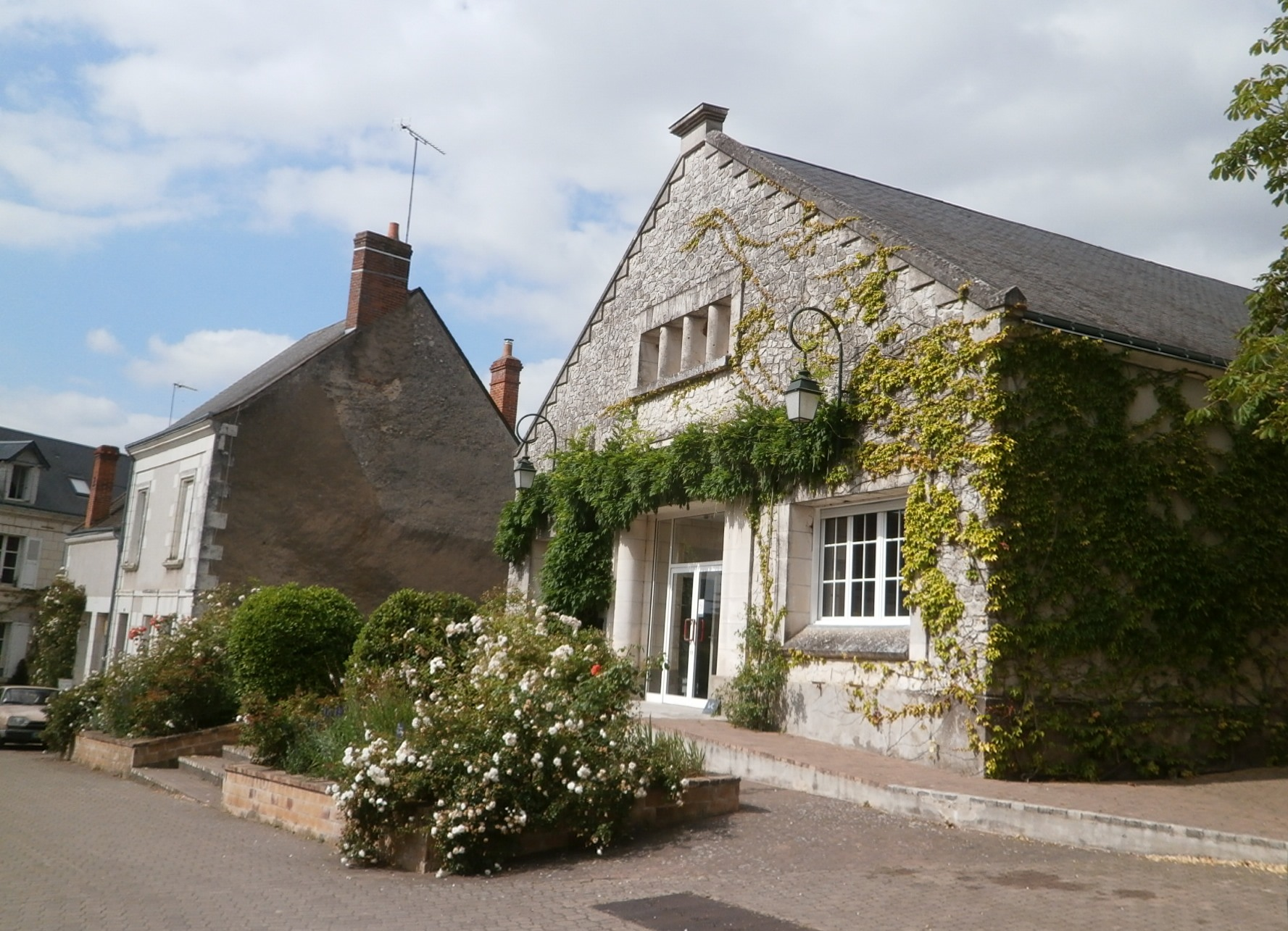
Festsaal
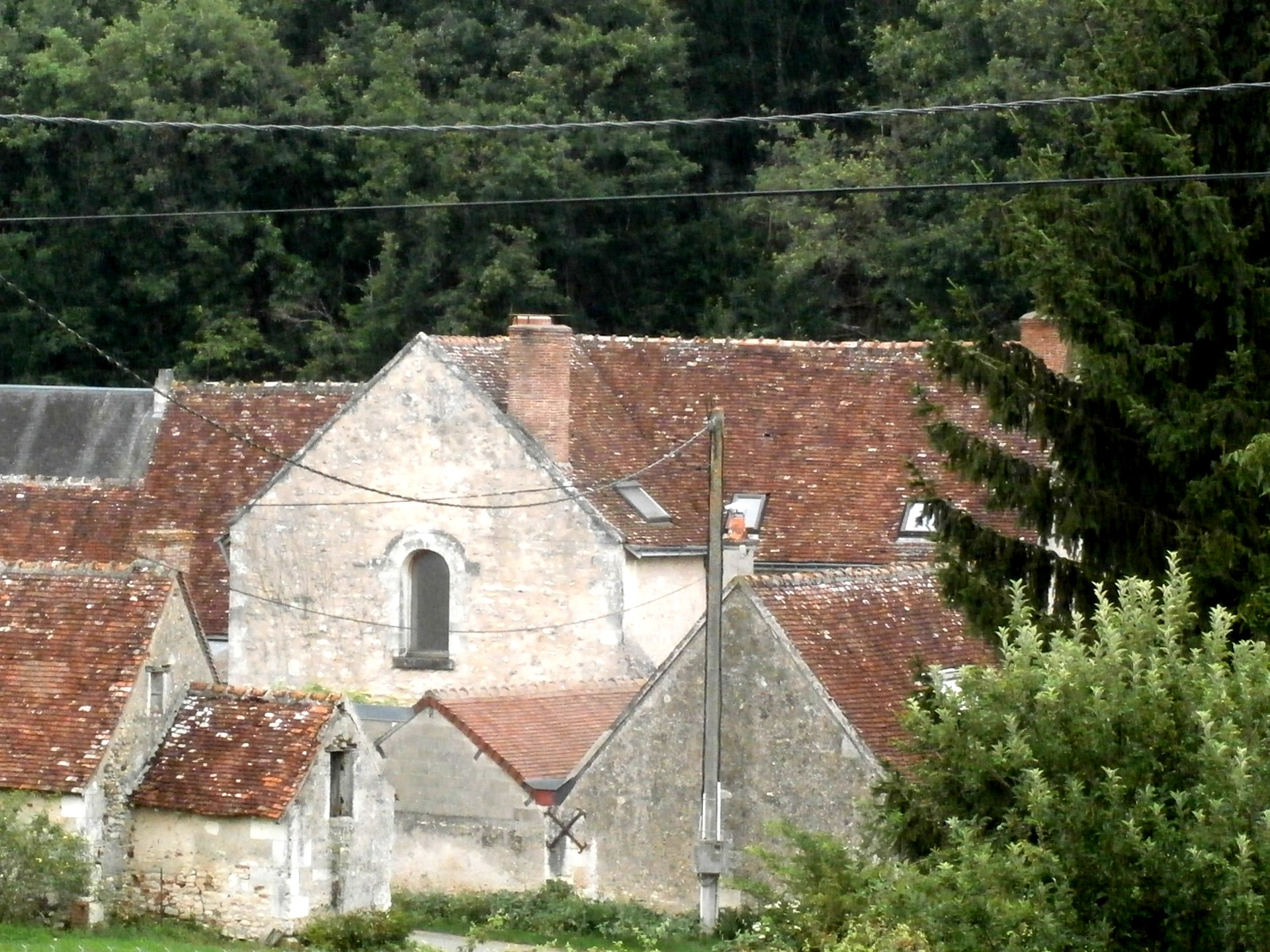
Ehemaliges Priorat Saint-Jean de Jarry
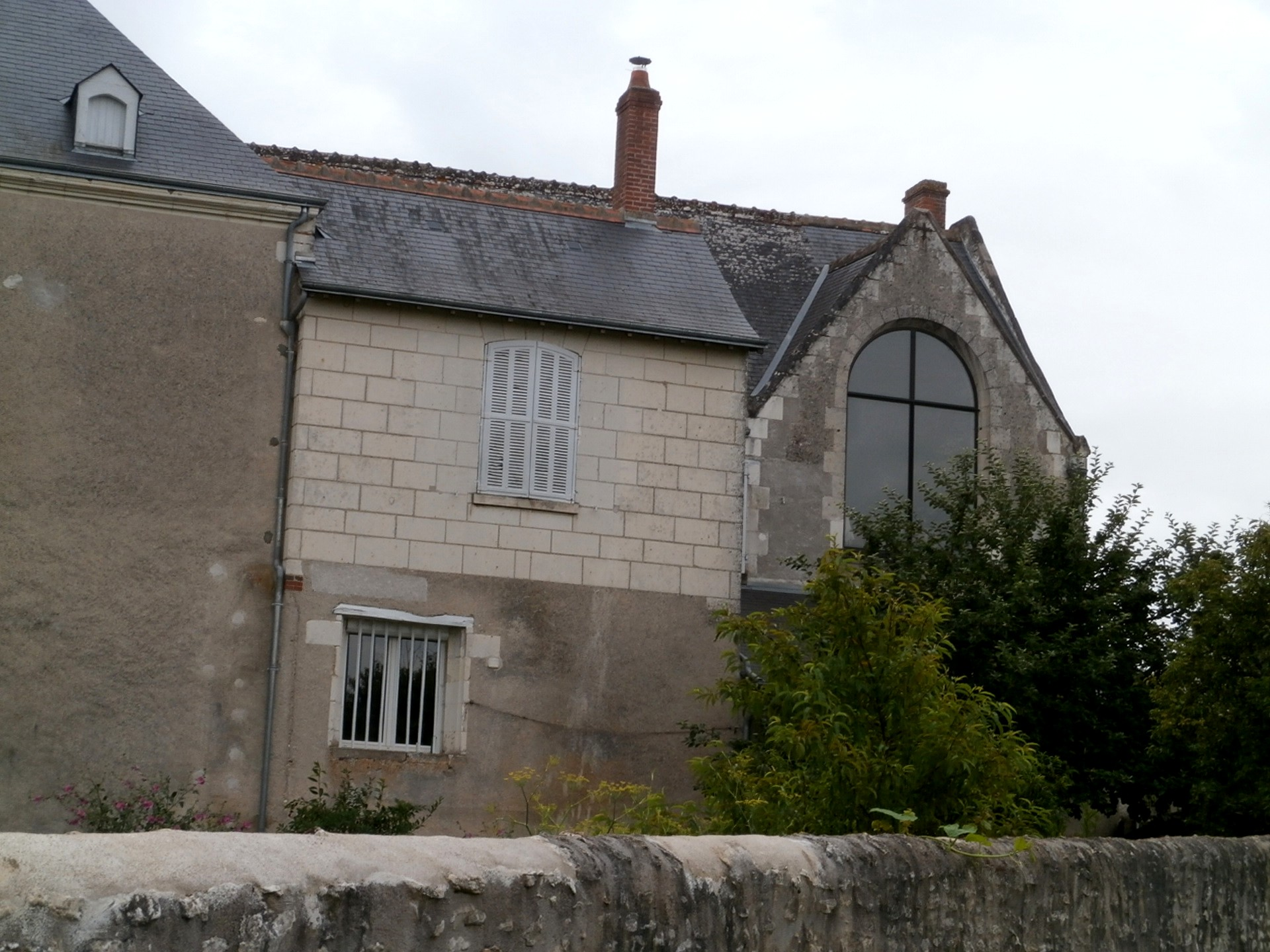
Ehemalige Kirche Saint-Michel

- Historisches Windrad
- Jeanne de Chédigny
- Der Indrois bei Chédigny
- Festsaal
- Ehemaliges Priorat Saint-Jean de Jarry
- Ehemalige Kirche Saint-Michel